# 天文大象赋
《天文大象赋》，中国天文学典籍，李播著，约成书于隋末唐初。该书以标准的骈文体裁写成，文辞多因星官名而敷陈其义。如“布离宫之皎皎，散云雨之霏霏。霹雳交震，雷电横飞。垒壁写阵而齐影，羽林分营而折辉”。依次把离宫、云雨、霹雳、雷电、垒壁阵、羽林军等6座星官婉约自然地交织其中。书中只提及及诸星官名，而末及星数和各星官之间的相对位置。《天文大象赋》还用较多笔墨讲述各星官占验所主之事，带有很强烈的星占色彩。其中注文则详述星官的相对位置、星数等，并兼作有关解释，是对赋文的重要补充。
《天文大象赋》叙述全天星官的顺序大体为：紫微垣——角、亢、氏、房、心；尾、箕——天市垣——斗、牛；女；虚、危；室、壁；奎、娄；胃、昂、毕；觜、参；井、鬼；柳、星、张；翼、轻——太微垣。它是分三垣13区叙说全天星官的。在依次叙述各分区时，是将甘、石、巫咸三家星官一并讲述的，但其间亦有次第，均按石氏中、外官，甘氏外官为序，仅甘氏中官及巫咸氏各星官的安排略有错杂，即李播在赋中仍然有分别三家星的思路。
该书在关于天区划分的观念上有了进步，它除了与《玄象诗》一样，已把二垣独立分出之外，更明确地依二十八宿分区，但还不是1宿1区，而是以2—3宿划为一区（1宿1区者，仅女宿1区）。而与《步天歌》中的星官相比，相异的星官有32个。